# Keltti (quartier)
Keltti est un quartier et une zone statistique de Kuusankoski à Kouvola en Finlande .

## Description
Le quartier de Keltti est situé dans la partie sud-ouest de l'ancienne ville de Kuusankoski, sur les rives du fleuve Kymijoki.
Keltti abrite la centrale hydroélectrique de Keltti construite au bord du fleuve Kymijoki. 
Keltti est traversé par la route nationale 6, la route nationale 12 et  la route régionale 365. 
Les bassins de Kelti, également connus sous le nom de bassins de Leca, est une zone où les carrières d'argile désaffectées de l'usine de gravier ont été remplies d'eau, et la zone est devenue, entre autres, un lieu de repos et de nidification privilégié par les oiseaux migrateurs et en conséquence une zone d'observation ornithologique.
Les carrières  sont situées des deux côtés de la route Vatajantie.
Les quartiers voisins sont Kuusankoski, Kymintehdas, Koria et Pohjois-Elimäki.

## Galerie

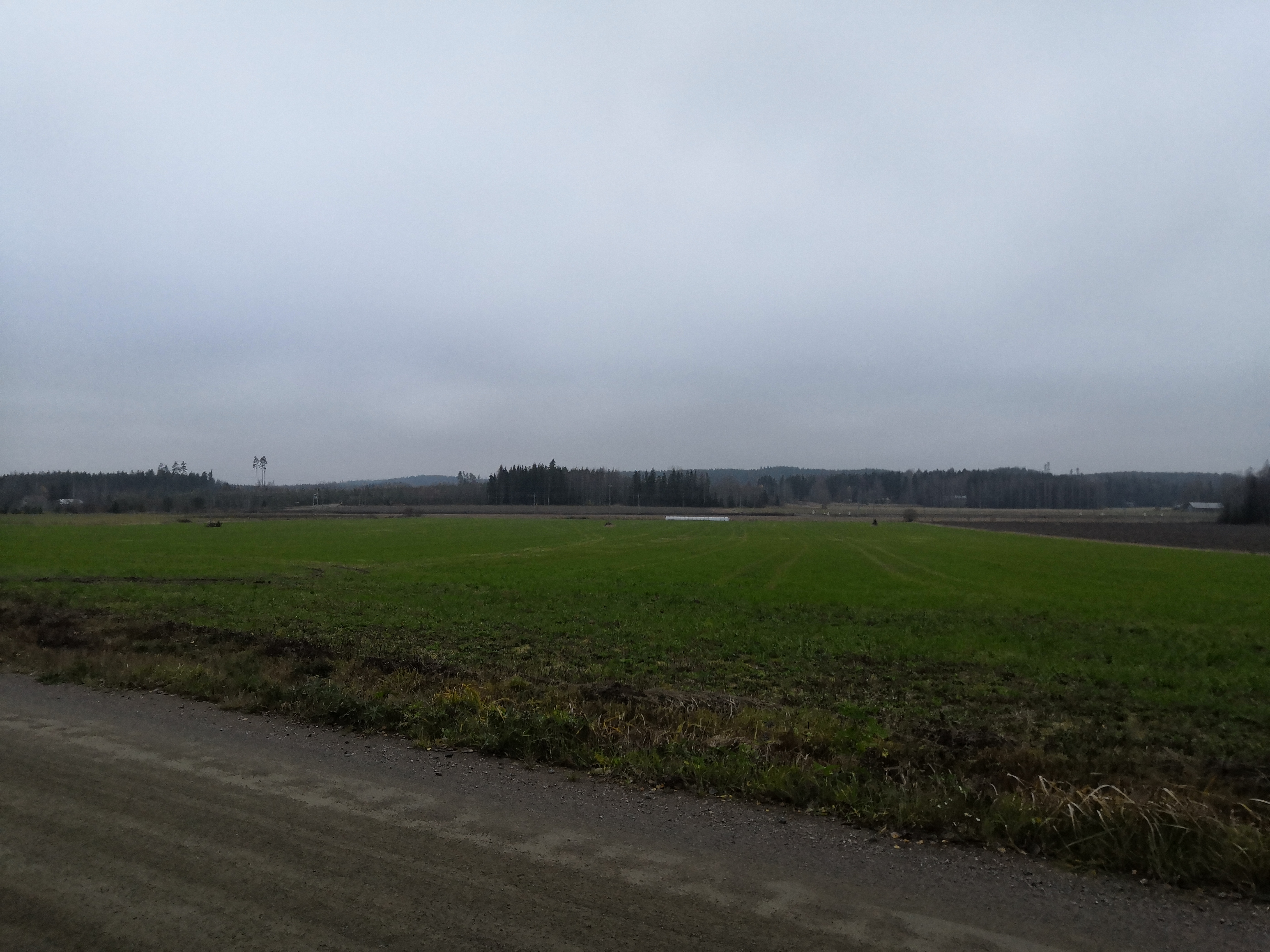
Champs du village Inginmaa du quartier Keltti.